# Джаманкулов, Марат Тургунбаевич
Марат Тургунбаевич Джаманкулов (род. 4 июня 1979, Пржевальск Иссык-Кульская область, Киргизская ССР, СССР) — киргизский государственный деятель. Министр юстиции Киргизской Республики с 19 сентября 2018 года по 3 февраля 2021 года. Специальный классный чин — государственный советник юстиции 3 класса.

## Биография
Марат Джаманкулов родился 4 июня 1979 года в городе Пржевальск Иссык-Кульской области Киргизской ССР.

### Образование
В 2001 году окончил Киргизско-российский славянский Университет имени Бориса Ельцина по специальности «Юриспруденция».
В 2014 году окончил магистратуру в Академии государственного управления при президенте Киргизской Республики по специальности «Управление человеческими ресурсами в государственных и муниципальных организациях».
Владеет киргизским, русским и английским языками.
Специальный классный чин — Государственный советник юстиции 3-го класса.

### Трудовая деятельность
- 2001—2002 — специалист по трудовому соглашению Управления по подготовке законодательства и правовой экспертизе проектов нормативных правовых актов Министерства юстиции Кыргызской Республики. — Ведущий специалист, главный специалист Главного управления — Центра по координации законопроектной деятельности Правительства Кыргызской Республики Министерства юстиции Кыргызской Республики.
- 2002—2005 — заместитель начальника Отдела, начальник отдела по реформированию и развитию уголовно-исполнительной системы Министерства юстиции Кыргызской Республики.
- 2005—2009 — начальник Управления реформирования уголовно-исполнительной системы Министерства юстиции Кыргызской Республики.
- 2009—2010 — начальник Главного управления правового обеспечения и международного сотрудничества Государственной службы исполнения наказаний при Правительстве Кыргызской Республики.
- 2010 — эксперт Экспертной службы Центрального агентства Кыргызской Республики по развитию, инвестициям и инновациям; эксперт Отдела правового обеспечения и экспертизы Администрации Президента Кыргызской Республики.
- 2010—2012 — эксперт Отдела правового обеспечения Аппарат Президента Кыргызской Республики.
- 2012—2014 — эксперт Отдела правового обеспечения Аппарата Правительства Кыргызской Республики.
- 2014—2015 — заведующий Отделом правового обеспечения Аппарата Правительства Кыргызской Республики.
- 2015—2016 — заведующий Отделом экспертизы и правового обеспечения Аппарата Правительства Кыргызской Республики.
- 2016—2017 — советник председателя Конституционной палаты Верховного суда Кыргызской Республики.
- 2017—2018 — руководитель Аппарата Конституционной палаты Верховного суда Кыргызской Республики.
- 2018 —2021 — министр юстиции Кыргызской Республики.

## Публикации
Марат Джаманкулов является автором научных работ и статей по международному уголовному и уголовно-исполнительному законодательству.
1. «Гуманизация уголовного законодательства в реформе пенитенциарной системы Кыргызской Республики» / /«Вестник КНУ», серия 1, том 1, Бишкек-2003 г.;
2. «Проблемы снижения численности тюремного населения» //«Вестник КНУ», серия 1, том 1, Бишкек-2003 г.;
3. «Общественные работы как вид уголовного наказания в законодательстве Кыргызской Республики» // Казахстанский журнал международного права № 4 (16), 2004, октябрь-декабрь, Алматы, «Данекер»-2004 г. Стр. 279—289. Тираж — 300 экз. Издание зарегистрировано Министерством Республики Казахстан культуры, информации и общественного согласия;
4. «Общественные работы как вид уголовного наказания: вопросы развития». Учебное пособие. Бишкек-2005 г. — 56 стр. Тираж — 500 экз.;
5. «Становление института пробации в Кыргызской Республике» (Глава I, 1.4). Авторский коллектив: Рахимбердин Куат Хажимуханович, к.ю.н., зав.кафедрой уголовного права и процесса Восточно-Казахстанского государственного университета, Гета Максим Ростиславович, к.ю.н., зав.кафедрой юриспруденции Восточного гуманитарного института, Мырзалимов Руслан Муратбекович, к.ю.н., доцент кафедры «Конституционное право и гендерная политика» КРСУ, Джаманкулов Марат Тургунбаевич, начальник управления реформирования уголовно-исполнительной системы. Бишкек-2005, — 228 стр. Тираж — 230 экз.;
6. «Комментарий к Уголовно-исполнительному кодексу Кыргызской Республики» (под общей редакцией министра юстиции Кыргызской Республики Кайыпова М. Т.), (ст. 24-39, 156—159, 102—113 (в соавторстве с Касымбековым А. С.). Авторский коллектив: Сыдыкова Л. Ч., Шагивалиев А. К., Джаманкулов М. Т., Сапарбаев Б. К., Сыдыгалиев Б. А., Голованов Р. С. Бишкек-2006, — 444 стр. Тираж — 450 экз.;
7. «Ежегодник по правам человека в Кыргызской Республике за 2005 год» (Раздел I, глава IV, 4.7.). Авторский коллектив: Бакир уулу Турсунбай, Саргалдакова Ж. З., Курманов З. К., Шагивалиев А. К., Акматов А. О., Алыбаева М. А., Абдылдаев Н., Джаманкулов М. Т., Иминов М. С., Исакунова Т. Б., Ишенова А., Зулпиев Б. Р., Давлетбаева М. А., Жоробекова А. М., Кожомова Г. К., Сейдалиева М. Э., Мусабекова Ч. А., Малабаев Б. Н., Айдарбекова Ч. А., Наматбаев А. С. Бишкек, «Учкун», 2006 г., 296 стр. Тираж — 500 экз.;
8. «Ежегодник по правам человека в Кыргызской Республике за 2006 год» (Глава II, подраздел 5.6.). Авторский коллектив: Мусабекова Ч. А., Н. Токтакунов, Г. А. Бидильдаева, Ч. А. Айдарбекова, Омурзак уулу Замир, Н. А. Утешева, Т. М. Исаков, А. Д. Хамзаева, Е. Непомнящая, А. Р. Алишева, Джаманкулов М. Т., Н. К. Абдылдаев, А. Ж. Асанбаев, Н. С. Дуйшеналиева, А. К. Шагивалиев. Бишкек, «Атлас», 2007 г., 162 стр. Тираж — 500 экз.;
9. «Кыргыз Республикасында адамдын укуктары боюнча 2006-жыл үчүн жылнаама» (II Глава, 5.6. бөлүмчө);
10. «Права человека в процессе реформирования пенитенциарной системы в Кыргызской Республике» (Введение, заключение, рекомендации авторского коллектива, в соавторстве с Абдыкул уулу М. — глава II, разд. 1, 2, 3, 5). Авторский коллектив: М. Джаманкулов, Б. Сапарбаев, А.Шагивалиев,Ч. Омурканова, Т. Исакунова, Абдыкулл у. М., А. Касымбеков. Бишкек-2007, — 354 стр. Тираж −500 экз.;
11. «Кыргыз Республикасында пенитенциардык системаны реформалоо процессинде адамдын укуктары» (Киришyy; Корутунду; Автордук жамааттын сунуштары; Абдукул уулу М. менен авторлоштукта. — П глава, 1, 3, 5-параграфтар);
12. «Меры по совершенствованию уголовно-исполнительного законодательства Кыргызской Республики в сфере развития альтернатив тюремному заключению» // Научно-периодическое издание «Вестник Академии Министерства внутренних дел Кыргызской Республики имени генерал-майора милиции Алиева Э. А.», выпуск № 10, апрель 2009 года;
13. «Гуманизация уголовного законодательства Кыргызской Республики: проблемы теории и практики» (комментарий к закону, направленному на гуманизацию уголовного законодательства Кыргызской Республики), (на кыргызском и русском языках), (глава 2 — в соавторстве с Л.Сыдыковой, заключение). Бишкек — 2009, — 272 стр.;
14. «Правовые основы деятельности уголовно-исполнительных инспекций» // Сборник нормативных правовых актов под редакцией Н.Турсункулова. Составители: М.Джаманкулов и др. Бишкек — 2009 г. Тираж — 500 экз.;
15. «Меры по совершенствованию уголовного и уголовно-исполнительного законодательства Кыргызской Республики в сфере развития наказания в виде общественных работ» // Карагандинский юридический институт имени Баримбека Бейсенова Министерства внутренних дел Республики Казахстан "Современные проблемы и тенденции развития уголовного права, криминологии и уголовно-исполнительного права Республики Казахстан: Материалы международной научной практической конференции: в 2-х томах. Том 1, октябрь 2009 года. С. 206—209.;
16. «Ежегодник по правам человека в Кыргызской Республике за 2009 год» (Глава II, подраздел 5.6.). Авторский коллектив: Мусабекова Ч. А., Н. Токтакунов, Г. А. Бидильдаева, Ч. А. Айдарбекова, Омурзак уулу Замир, Н. А. Утешева, Т. М. Исаков, А. Д. Хамзаева, Е. Непомнящая, А. Р. Алишева, Джаманкулов М. Т., Н. К. Абдылдаев, А. Ж. Асанбаев, Н. С. Дуйшеналиева, А. К. Шагивалиев. Бишкек, «Атлас», 2007 г., 162 стр. Тираж — 500 экз.;
17. «Некоторые аспекты совершенствования законодательства Кыргызской Республики в сфере исполнения наказания в виде общественных работ», Научно-периодическое издание «Вестник Академии Министерства внутренних дел Кыргызской Республики имени генерал-майора милиции Алиева Э. А.», выпуск № 11, часть 1, декабрь 2009 года;
18. «Комментарий к Уголовно-исполнительному кодексу Кыргызской Республики (главы 4-7, 15 и 22)». Авторский коллектив: Сыдыкова Л. Ч., Шагивалиев А. К., Осмоналиев К. М., Джаманкулов М. Т., Керимкулов И. С., Сапарбаев Б. К., Сыдыгалиев Б. А., Сманалиева А. К. Бишкек-2010, — 450 стр. Тираж — 500 экз.;
19. «Исполнение наказаний, не связанных с изоляцией от общества» (учебное пособие) (глава 1). Бишкек-2010, — 206 стр. Тираж — 500 экз.;
20. Джаманкулов М. Т., Мамажанов К. С. Рекомендации направленные на развитие альтернативных лишению свободы наказаний в свете реформы пенитенциарной системы Кыргызской Республики // Правоохранительная деятельность органов внутренних дел России и зарубежных государств в контексте современных научных исследований: материалы международ. науч.-теоретич. конф. адъюнктов и докторантов (С.-Петербург, 28 апреля 2011 г.). Ч. I. СПб., 2011. 0,25 п.л.;
21. 21.	Джаманкулов М. Т. «Права человека в процессе изменения уголовного законодательства Кыргызской Республики» // «Ежегодник по правам человека в Кыргызской Республике за 2010 год» (раздел IV, стр. 183—190). Бишкек, 2011 г., 232 стр. Тираж — 1000 экз.